# Aincreville
Aincreville ist eine französische Gemeinde mit 81 Einwohnern (Stand 1. Januar 2022) im Département Meuse in der Region Grand Est (bis 2015 Lothringen). Sie gehört zum Arrondissement Verdun und zum Pays de Stenay et Val Dunois.

## Geografie
Die Gemeinde Aincreville liegt in der Landschaft Argonne, 15 Kilometer südlich von Stenay und etwa 33 Kilometer nordwestlich von Verdun an der Grenze zum Département Ardennes. Durch das 9,1 Quadratkilometer umfassende Gemeindegebiet fließt der Andon, ein kleiner linker Nebenfluss der Maas. Die Landschaft wird von Wiesen und Äckern geprägt, nur im Süden der Gemeinde breitet sich mit dem Bois des Rappes ein nennenswertes Waldgebiet aus. Der höchste Punkt im Gemeindeareal wird im Norden auf 314 Meter über dem Meer erreicht. Begrenzt wird Aincreville von den Nachbargemeinden Villers-devant-Dun im Norden, Doulcon im Nordosten, Cléry-le-Grand im Osten und Südosten, Bantheville im Südwesten und Westen sowie Tailly (Département Ardennes) im Nordwesten.

## Ortsname
Der Name des Dorfes tauchte erstmals im 11. Jahrhundert als Ancravilla auf. Er entwickelte sich über Ancreville (1648), Encreville (1656), Increville (1700) und Aricera-Villa (1717) zum seit 1793 unverändert gebräuchlichen Namen Aincreville.
Man nimmt an, dass der Ortsname auf den germanischen Personennamen Angeranus zurückgeht.

## Bevölkerungsentwicklung
| Jahr      | 1962 | 1968 | 1975 | 1982 | 1990 | 1999 | 2010 | 2021 |
| Einwohner | 121  | 121  | 90   | 81   | 83   | 84   | 85   | 81   |

Im Jahr 1861 wurde mit 256 Bewohnern die bisher höchste Einwohnerzahl ermittelt. Die Zahlen basieren auf den Daten von cassini.ehess und INSEE.

## Sehenswürdigkeiten
- Kirche Saint-Agnant mit Fledermausunterkünften am Glockenturm, 1924 neu errichtet anstelle der im Ersten Weltkrieg zerstörten Kirche
- Bienen- und Honigmuseum
- Waschhaus (Lavoir) auf der Brücke der Rue des Acacias über den Bach Ruisseau de l’Étaillon
- Lavoir im Weiler Ferme de Chaddogne

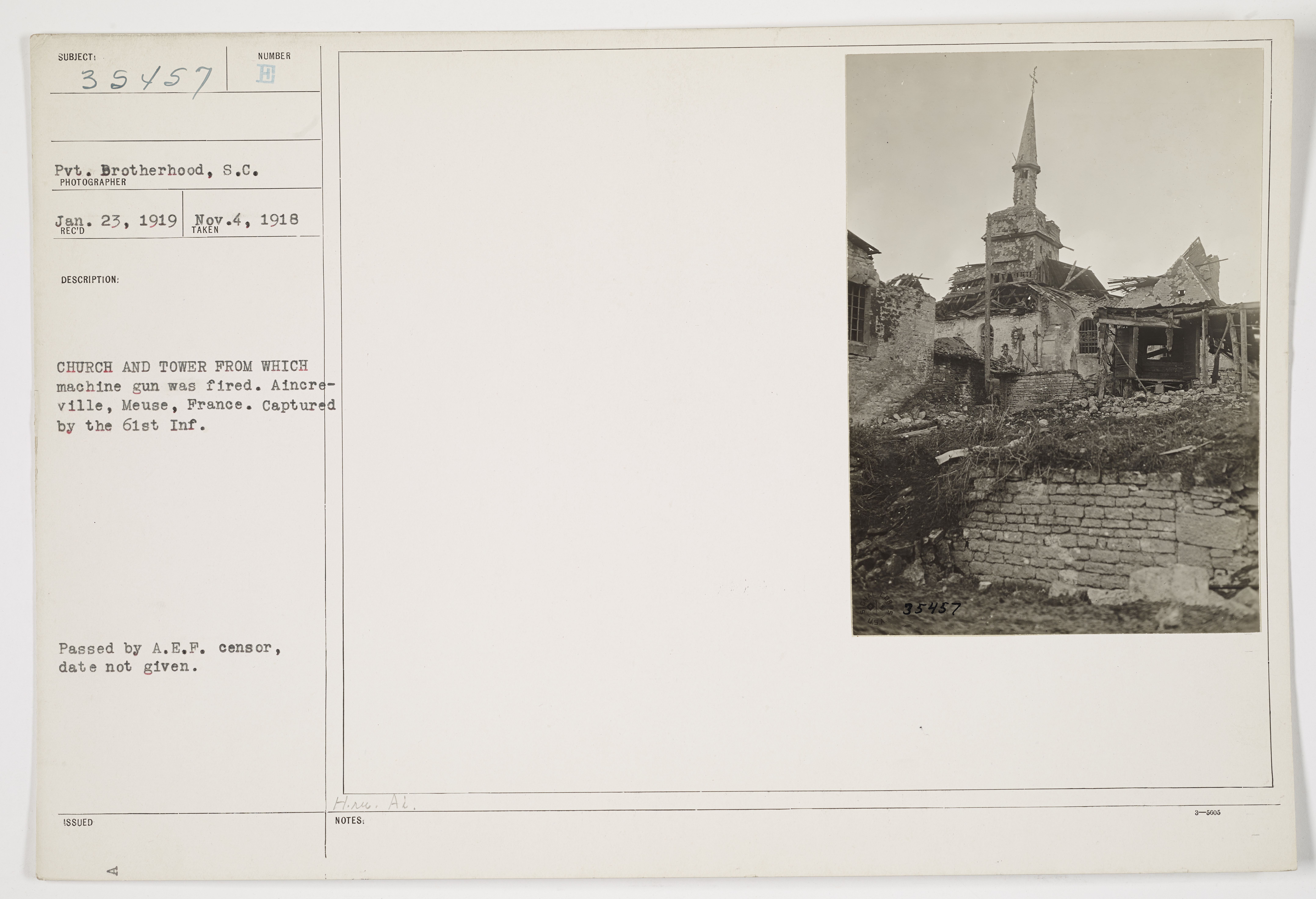
Beschädigte Kirche 1918

- Mehrere Flurkreuze

## Wirtschaft und Infrastruktur
In Aincreville sind sechs Landwirtschaftsbetriebe ansässig (Getreideanbau, Viehzucht).
Durch die Gemeinde führt die Straße D 998 von Varennes-en-Argonne nach Dun-sur-Meuse. Im 52 Kilometer entfernten Sedan besteht ein Anschluss an die Autoroute A34.

## Belege
1. ↑  Félix Liénard: Dictionnaire topographique du département de la Meuse, 1872
2. ↑  Ernest Nègre: Toponymie générale de la France, Band 2, S. 922 ISBN 2-600-00133-6
3. ↑  Aincreville auf cassini.ehess
4. ↑  Aincreville auf INSEE
5. ↑  Landwirte auf annuaire-mairie.fr